# Robosapien
Der Robosapien ist ein elektronisches Spielzeug, das vom NASA-Robotics-Physiker Mark W. Tilden entwickelt wurde und von WowWee gebaut und vertrieben wird.

## Funktionsweise
Der Robosapien besitzt bewegliche durch Elektromotoren angetriebene Körperteile sowie verschiedene Sensoren, wodurch er fähig ist, in gewissem Maße mit seiner Umgebung zu interagieren. Die Bewegungsabläufe sind programmierbar und über eine Fernbedienung abrufbar. Dadurch sind recht komplexe Bewegungsabläufe machbar, wie zum Beispiel Tanzen, Karate etc. Das Gleichgewicht stellt der Robosapien durch entsprechend schwere und breite Füße her.

### Weiterentwicklung
Inzwischen ist der Nachfolger Robosapien V2 erschienen, der seit November 2005 auch in Deutschland erworben werden kann. Er zeichnet sich durch eine imposante Größe von etwa 60 cm aus, besitzt wesentlich bessere Greifhände, kann nun auch schwere Objekte wie eine Getränkedose heben und selbständig hinsetzen, hinlegen und aufstehen. Der Controller besitzt nun Ähnlichkeit mit einem Spielkonsoleneingabegerät. Die Sprachfähigkeit und Programmierbarkeit wurde deutlich erweitert, außerdem besitzt der V2 nun die Fähigkeit, Personen zu erkennen und sie dann zu begrüßen durch Handreichen oder Winken. Das Gewicht liegt bei etwa 5,9 kg.
Ende 2006 wurde die nächste Version vorgestellt, der RS-Media. Mit Subwoofer, MP3-Player, Kamera, SD-Cardslot und PC-Anschluss. Alle Funktionen können am PC programmiert werden. Es sind vier verschiedene Persönlichkeiten vorab eingestellt. Über die mitgelieferte Software können eigene Persönlichkeiten programmiert werden. Es gibt nahezu unendliche Möglichkeiten. Es können MP3-Files aufgenommen werden und diversen Funktionen zugeordnet werden. Somit kann der RS-Media mit den unterschiedlichsten Stimmen sprechen bzw. Befehle kommentieren.

## Einsatz beim Robocup

Weltweit erstes Demonstrationsspiel in der Humanoid League

Zwei Mannschaften (Universität Osnabrück gegen Universität Freiburg) mit jeweils drei modifizierten Robosapien spielten bei den RoboCup German Open 2005 das erste Fußballspiel zwischen autonomen humanoiden Robotern weltweit (vorher wurden nur Freistöße u. ä. ausgeführt). Die Hauptmodifikation bestand in der Ersetzung des Kopfes durch einen PDA. Ein auf dem PDA laufendes Steuerungsprogramm konnte nun über eine Kamera die Umwelt wahrnehmen sowie Infrarotsignale an den Roboter schicken, um angemessen zu reagieren.

## Auszeichnungen
- 2004 – Toy of the Year Award